# Bartolomé March Servera
Bartolomé March Servera (Palma de Mallorca, 1917-París, 1998) fue un coleccionista de arte y bibliófilo español. 

## Biografía
Fue el segundo hijo del financiero Juan March Ordinas y de Leonor Servera Melis. Nunca tomó parte en la actividad empresarial de la familia March y prefirió dedicarse a coleccionar obras de arte, libros y piezas arqueológicas. Residió habitualmente fuera de España.  Constituyó la Biblioteca March en Palma de Mallorca, que enriqueció principalmente mediante la compra de las bibliotecas de la Casa de Medinaceli en Madrid, la de los duques de Gor en Granada y las de los bibliófilos Luis Plandiura y Pedro Sampol. Adquirió un conjunto de siete cartas y tres atlas náuticos de los siglos XV al XVII que actualmente es el más valioso de la biblioteca. También formó una colección de escultura contemporánea en su villa de Cala Rajada.
Su padre le postergó. Se casó con María de los Desamparados (Maritín) Cencillo y González-Campo (1923-2013), IV condesa de Pernía y tuvieron cuatro hijos: Leonor, Juan, María Dulce (Marita) y Manuel. Juan, escritor y pintor, murió soltero en 1992. Se separó posteriormente de su esposa. Su primogénita Leonor se casó con el también aristócrata Francisco Javier Chico de Guzmán y Girón, marqués de las Amarillas. La segunda hija, Marita, enlazó con Alfonso Fierro Lopera, miembro de una importante familia industrial.
En 1975, constituyó la Fundación que lleva su nombre.Falleció en su mansión de París en 1998 y, veinte años después, todavía persistían pleitos por su herencia.Le sucedió al frente de la Fundación su hijo Manuel.